# Ащыколь (озеро, Бауманский сельский округ)
Ащыколь (каз. Ащыкөл) — озеро в Узункольском районе Костанайской области Казахстана. Находится в 10 км к юго-востоку от села Евгеньевка и в 2 км к северо-западу от Бауманское.
По данным топографической съёмки 1944 года, площадь поверхности озера составляет 1,39 км². Наибольшая длина озера — 1,5 км, наибольшая ширина — 1,2 км. Длина береговой линии составляет 4,2 км, развитие береговой линии — 1. Озеро расположено на высоте 161 м над уровнем моря.